# 4460 Bihoro
4460 Bihoro (1990 DS) là một tiểu hành tinh vành đai chính được phát hiện ngày 28 tháng 2 năm 1990 bởi Kin Endate và Kazuro Watanabe ở Kitami.